# El hijo del alba (álbum)
El hijo del alba es el tercer álbum de estudio del grupo musical Bloque editado en el año 1980 por el sello "Chapa discos" bajo la referencia HS-35032 (LP) y CH-5.032 (casete). La producción fue llevada a cabo entre la propia banda y el sello discográfico.
Posteriormente se ha reeditado en formato CD, también por Chapa Discos en 1994 y por el sello surcoreano Si-Wan Records en 1995.

## Lista de canciones
| Título                                           | Autor                              | Duración    |
| ------------------------------------------------ | ---------------------------------- | ----------- |
| Poemas de soledad                                | Juan Carlos Gutiérrez              | 3:39        |
| Alquimista soy                                   | Sixto Ruiz                         | 3:46        |
| La danza del agua                                | Juanjo Respuela                    | 7:54        |
| El hijo del alba                                 | Luis Pastor                        | 3:58        |
| Quimérica laxitud                                | Juanjo Respuela                    | 3:15        |
| El silencio de las esferas - I                   | Sixto Ruiz                         | 1:48        |
| La razón natural / El silencio de las esferas II | Tivo Martínez / Sixto Ruiz         | 2:55 / 0:54 |
| La elipse / El silencio de las esferas III       | Juan Carlos Gutiérrez / Sixto Ruiz | 1:23 / 0:54 |
| Fin y principio / El silencio de las esferas IV  | Luis Pastor / Sixto Ruiz           | 1:26 / 0:54 |
| Un hombre nuevo                                  | Tivo Martínez                      | 4:07        |